# Gangwon
Le Gangwon (en hangeul : 강원도 ; hanja : 江原道 ; RR : Gangwon-do ; MR : Kangwŏn-do), officiellement l'État du Gangwon (en hangeul : 강원특별자치도 ; hanja : 江原特別自治道), est une province autonome spéciale de la Corée du Sud dont la capitale est Chuncheon. Elle se situe à l'est du pays. Les symboles de la province sont le pin blanc de Corée, l'azalée royale et la grue du Japon.

## Histoire
Le Gangwon était une des huit provinces de la Corée au temps de la dynastie Joseon. Formée en 1395, elle tire son nom de ses deux principales villes, Gangneung et Wonju. En 1896, lors du redécoupage des provinces, Chuncheon remplace Wonju en tant que capitale. Avant 1945, le Gangwon formait une seule province avec le Kangwŏn, maintenant en Corée du Nord.
Pendant trois législatures de juillet 1998 à juin 2010, Kim Jin-Sun était le gouverneur de la province. Il a été remplacé par Lee Kwang-Jae le 1er juillet 2010.
Le 11 juin 2023, Gangwon, qui était jusqu'alors une province, est devenue une province autonome spéciale (même statut que Jeju). Son nom en coréen est 강원특별자치도 (gangwonteugbyeoljachido), « province autonome spéciale de Gangwon », tandis que sa traduction officielle en anglais est « Gangwon State », « État de Gangwon ».

## Géographie

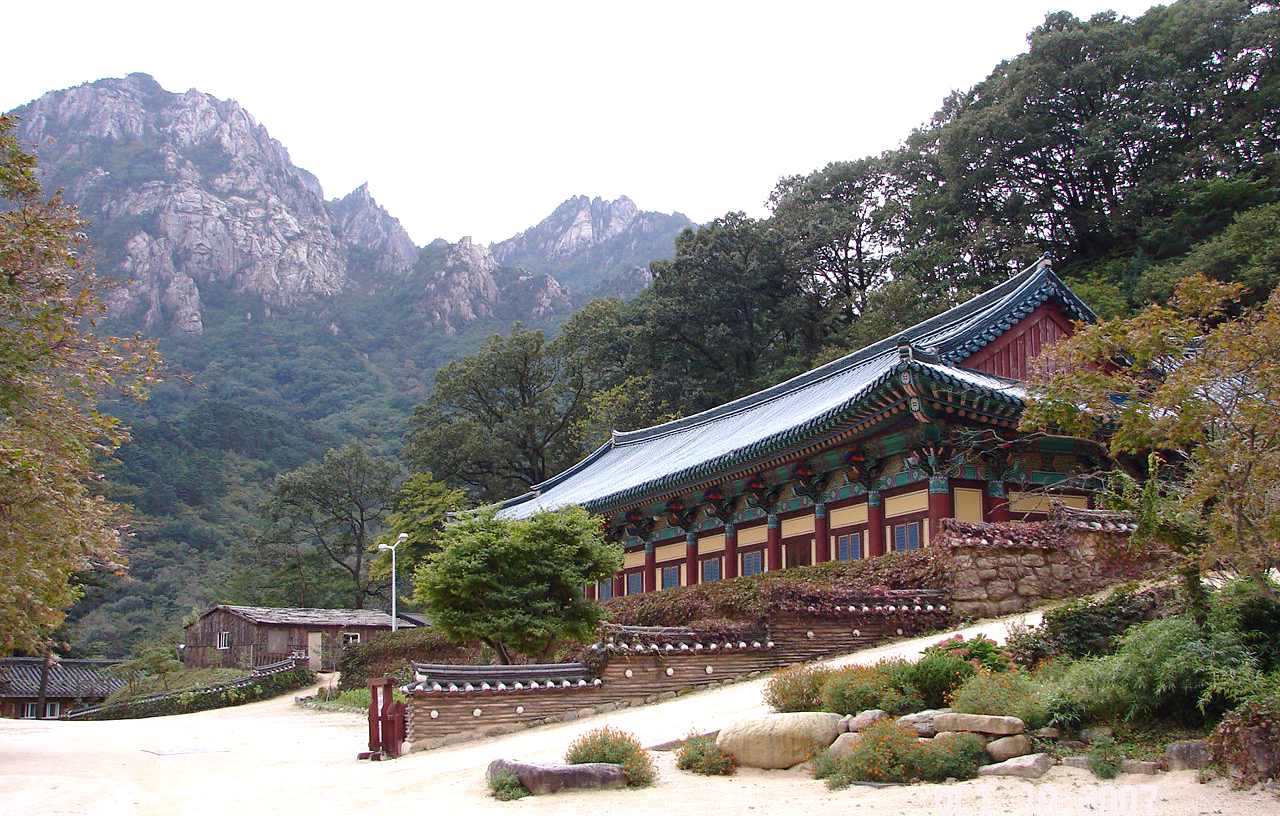
Sinheungsa, temple bouddhiste sur le mont Seorak

Le Gangwon est bordé au nord par le Kangwŏn en Corée du Nord, à l'est par la mer du Japon, au sud par le Gyeongsang du Nord et le Chungcheong du Nord et à l´ouest par le Gyeonggi-do. La frontière nord est constituée par une zone démilitarisée large de quatre kilomètres étroitement surveillée par l´armée. C´est la province la moins densément peuplée (91 hab/km2) car elle est assez montagneuse : elle est traversée par les monts Taebaek qui longent la mer. En conséquence, la côte est escarpée et relativement rectiligne façonnant seulement des petites baies avec des plages de sable. Il n'y a qu'à Samcheok et à Gangneung que la côte est plus plate et forme une longue plage. Le mont Seorak (1708 m) et le mont Odae (1 563 m), tous deux au centre d´un parc national, attirent de nombreux touristes. Ils sont en particulier réputés pour la beauté de leurs paysages en automne avec la multitude de couleurs produites par les feuilles des arbres. Cette région abrite les plus importantes stations de ski du pays, le district de Pyeongchang s'est porté trois fois candidat à l'organisation des jeux olympiques d'hiver. Hwanseongul est la plus grande grotte du pays formée dans un terrain calcaire. Les trois plus grands fleuves de la Corée du Sud, le Namhangang, le Bukhangang et le Nakdong prennent leur source dans le Gangwon.

## Climat
Le Gangwon étant traversé par les monts Taebaek, on peut distinguer deux tendances distinctes pour le climat. À l'ouest des montagnes, dans le Yeongseo autour de Chuncheon, l'influence continentale est prononcée et le climat est plus rude que dans le reste de la Corée du Sud. Les hivers sont froids, ensoleillés, avec un air très sec et marqués par un fort vent du nord. À Chuncheon, la température moyenne de janvier est de −7,3 °C et passe à 25,5 °C en août. Le Yeongdong, la partie est de la province au bord de la mer, profite d´un climat plus maritime, renforcé par la présence des montagnes qui forment une barrière face au vent froid du nord-est et qui cause des épisodes de foehn. Ainsi les hivers sont nettement plus doux à Gangneung, la température moyenne de janvier étant de −1 °C alors que la température moyenne d'août n´est que de 24,3 °C. Comme dans le reste du pays, les étés sont très humides à cause de la mousson, plus de 800 mm de pluie tombent en juillet et en août. Au total, Chuncheon reçoit 1 225 mm et Gangneung 1 282 mm de précipitations annuelles. Dans les montagnes, le temps est naturellement plus humide et plus frais. Ainsi, à Daegwanryeong, les températures sont plus basses de 4 °C et les précipitations atteignent 1 581 mm.

## Transports

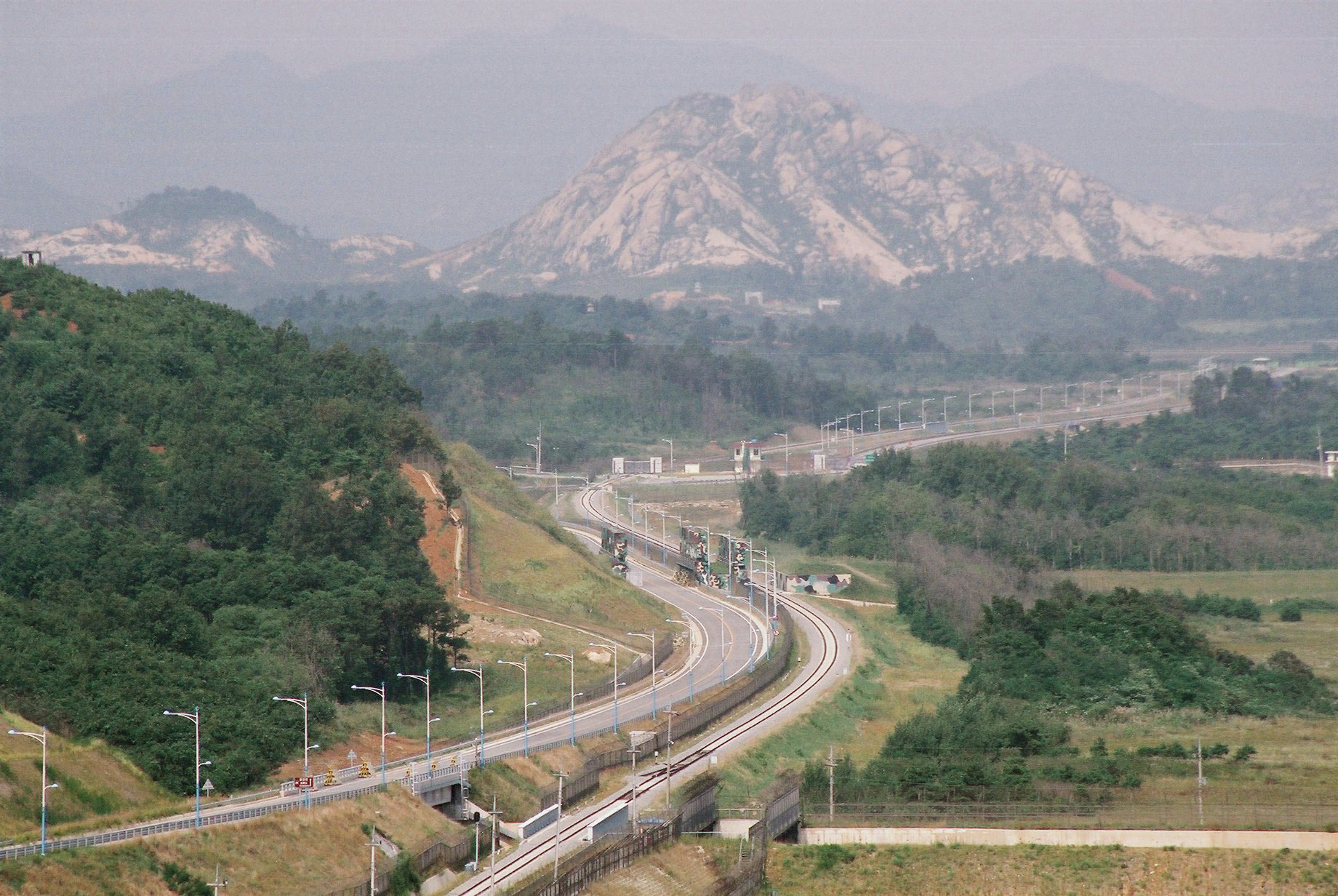
La ligne Donghae-Bukbu près de la ligne de démarcation

Gangneung et Wonju sont reliés à Séoul par l'autoroute du Yeongdang et par le train. Depuis l´ouverture de l'autoroute 60 en juillet 2009, la capitale provinciale Chuncheon n'est plus qu'à une heure de Séoul.
L'aéroport international de Yangyang a ouvert en 2002 pour remplacer les aéroports de Gangneung et de Sokcho. Il a été construit pour avoir une capacité annuelle de 1 930 000 visiteurs. Après avoir transporté plus de 200 000 personnes en 2002, la baisse du nombre de passagers a été continuelle et il ne fonctionne plus qu'occasionnellement depuis 2008.
Le port de Donghae est essentiellement utilisé pour l´export de ciment et de calcaire. Il a servi de point de départ pour le ferry du mont Geumgang qui emportait les touristes sud-coréens voulant visiter la Corée du Nord entre 1998 et 2008. Plus au nord, le port de Sokcho voit partir le ferry du mont Baekdu qui dessert les ports de Zarubino et de Vladivostok en Russie et la ville de Hunchun en Mandchourie.

## Divisions administratives
La population du Gangwon est en baisse lente : elle est passée de 1 592 000 en 1990 à 1 533 331 en 2003. La province est composée de sept villes et onze districts ruraux. Les plus grandes villes sont Wonju, Chuncheon et Gangneung.

### Villes
- Chuncheon (춘천시, 267 514 habitants)
- Wonju (원주시, 310 276 hab.)
- Gangneung (강릉시, 219 067 hab.)
- Donghae (동해시, 95 850 hab.)
- Sokcho (속초시, 84 568 hab.)
- Samcheok (삼척시, 72 431 hab.)
- Taebaek (태백시, 50 730 hab.)

### Districts
- Hongcheon (홍천군, 70 264 hab.)
- Cheorwon (철원군, 48 054 hab.)
- Hoengseong (횡성군, 44 671 hab.)
- Pyeongchang (평창군, 43 989 hab.)
- Jeongseon (정선군, 41 000 hab.)
- Yeongwol (영월군, 40 522 hab.)
- Inje (인제군, 31 705 hab.)
- Goseong (고성군, 30 802 hab.)
- Yangyang (양양군, 28 196 hab.)
- Hwacheon (화천군, 24 377 hab.)
- Yanggu (양구군, 21 526 hab.)

## Ressources
La forêt couvre les quatre cinquièmes du territoire et permet la récolte de champignons et de plantes montagnardes. Une grande partie est issue de plantations réalisées dans les années 1960 pour compenser les coupes faites pendant l'occupation japonaise. Seuls 8,4 % des terrains sont consacrés à l´agriculture, elle est limitée aux terres plates du fond des vallées. Les produits principaux sont le riz, l'orge, les patates douces et les légumes. La province est aussi renommée pour son sundubu, un tofu fait avec de l'eau de mer, ses patates et son poisson, en particulier les seiches et les lieus.
On y trouve aussi du minerai de fer, du charbon, de la fluorite, du calcaire et du tungstène. Il existe encore beaucoup de petites mines et quelques établissements plus modernes avec des installations descendant jusqu'à mille mètres de profondeur. La plus grande mine de charbon de la Corée du Sud se trouve à Jangseong.

## Tourisme

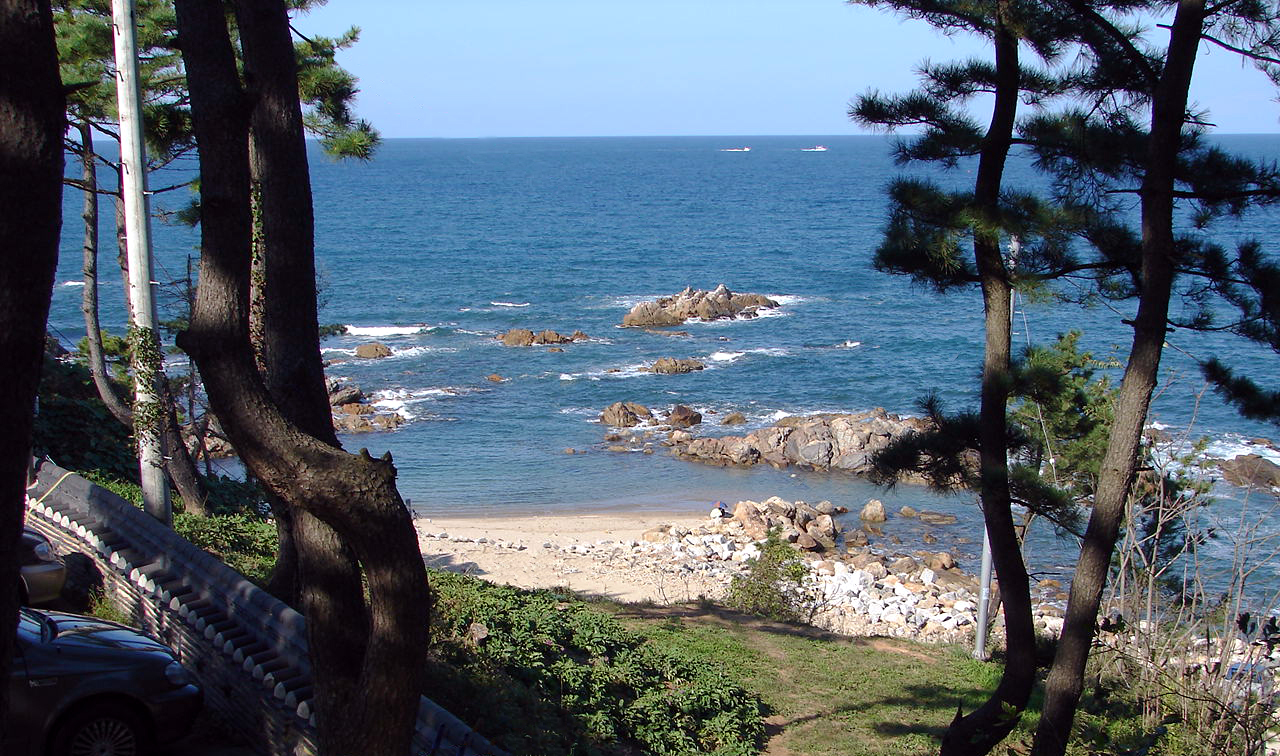
La mer du Japon vue depuis Naksansa

Les abords de la zone démilitarisée peuvent être visités et donnent une impression sur la guerre de Corée et le climat tendu qui règne depuis lors. Un de ces sites est le triangle d´acier entre Kimhwa, Pyonggang et Cheorwon. Cette zone abritait le quartier général de l´armée nord-coréenne et la bataille fut particulièrement intense. On y trouve encore les restes du siège du parti travailliste où des militants anti-communistes ont été torturés et exécutés et l´entrée du tunnel n° 2, découvert en mars 1975,.
La région se distingue particulièrement par la beauté de ses montagnes, surtout le mont Seorak et le mont Odae. Elle abrite aussi les principales stations de ski du pays, telles celles de Yongpyong, du parc Phœnix et d´Alpensia.
Sur le plan culturel, on y trouve des temples bouddhistes, les plus célèbres étant ceux de Naksansa, Woljeongsa et Sangwonsa. L'île Namiseom, formée lors de la mise en eau du barrage de Cheongpyeong, est un site touristique très apprécié, en partie à cause de sa proximité avec la ville de Séoul.

## Personnalités liées à la province
- Dongangeosa (Lee Seung-hyu, 1224-1300), un lettré, auteur du Jewangungi[15]
- Ungok (Won Cheon-seok, 1330-?), un érudit confucianiste[16]
- Maewoldang (Kim Si-seup, 1434-1493), poète[17]
- Sin Saimdang (1504-1551), peintre et poétesse[18]
- Yulgeok (I I, 1536-1584), érudit confucéen

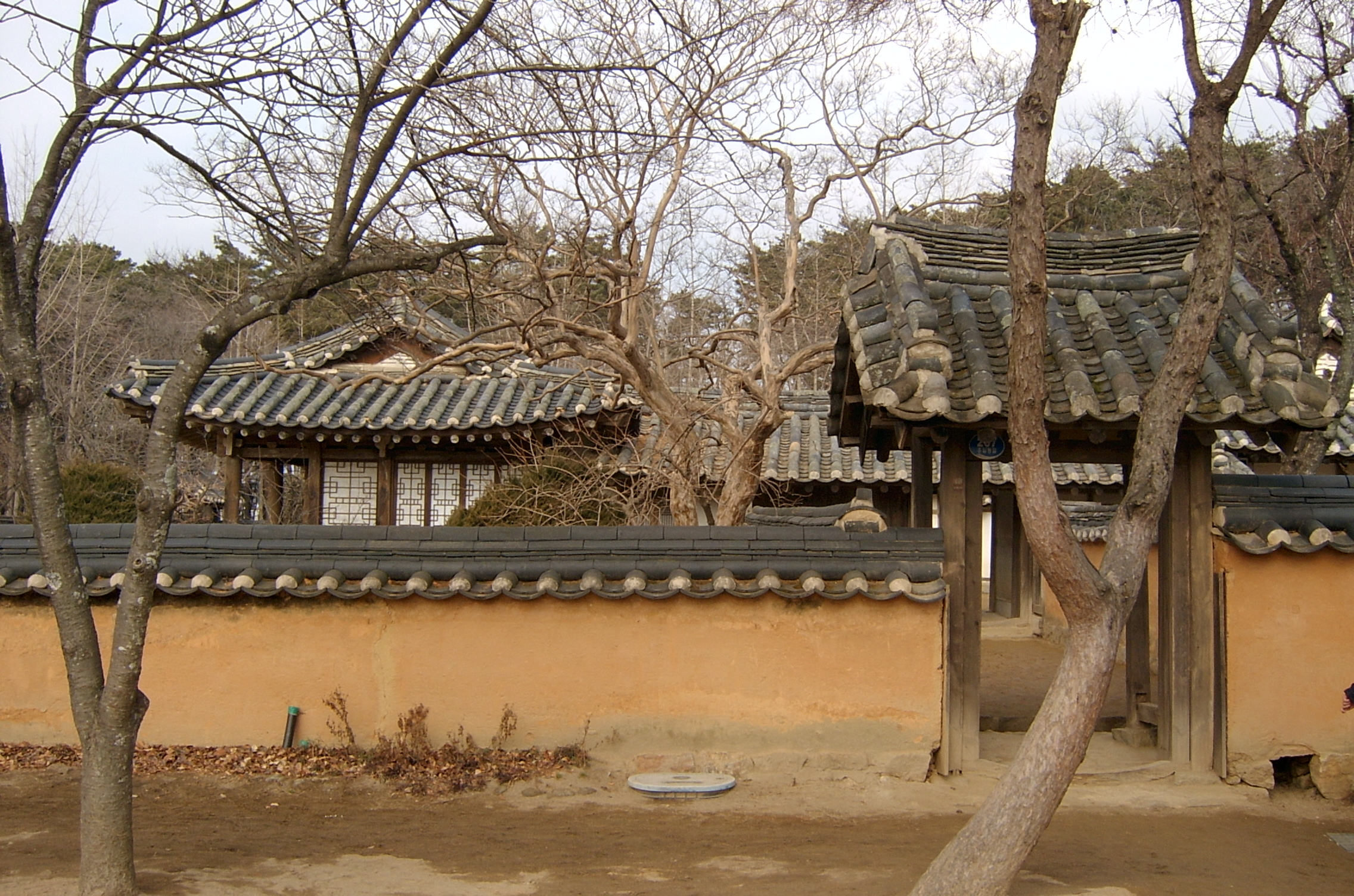
La maison natale de Heo Chohui et Heo Gyun à Gangneung

- Nanseolheon (Heo Cho-hui, 1563-1589), poétesse[19]
- Gyosan (Heo Gyun, 1569-1618), un dissident[20]
- Misu (Heo Mok, 1595-1682), fonctionnaire et calligraphe[21]
- Yakcheon (Nam Gu-man, 1629-1711), un lettré, auteur du Yakcheonjib[22]
- Nango (Kim Byeong-yeon, 1807-1863), poète vagabond[23]
- Uiam (Yu In-Seok, 1842-1915), combattant pour l´índépendance[24]
- Yun Hui-sun (1860-1935), combattante pour l´indépendance[25]
- Eok Namgung (Hanseo, 1863-1939), fondateur du journal Hwangseongsinmun[26]
- Manhae (Han Yong-Un, 1879-1944), réformateur et poète bouddhiste[27]
- Kim Dong-myeong (Choheo, 1901-1968), poète[28]
- Lee Hyo-seok (Gasan, 1907-1942), nouvelliste[29]
- Kim Yu-jong (1908-1937), nouvelliste[30]
- Park Su-geun (1914-1965), peintre[31]
- Park In-Hwan (1926-1956), poète[32]
- Yoo Jae-yong (1936-), auteur
- Jeon Sang-guk (1940-), auteur
- Yun Humyong (1946-), poète, romancier et critique sud-coréen
- Yi Kyoung-ja (1948-), auteure
- Kim Heechul (1983-), chanteur